# Nicolas Janvier (cyclisme)
Pour les articles homonymes, voir Nicolas Janvier et Janvier (homonymie).
Nicolas Janvier, né le 25 mars 1992 à Quimperlé, est un coureur cycliste français. 

## Palmarès sur piste

### Championnats de France
- 2009
  -  Champion de France de l'américaine juniors (avec Fabien Le Coguic)
  - 2e de la poursuite par équipes juniors
- 2010
  -  Champion de France de poursuite par équipes juniors (avec Geoffrey Millour, Olivier Le Gac et Romain Le Roux)
  -  Champion de France de l'américaine juniors (avec Geoffrey Millour)
- 2011
  - 2e de la poursuite par équipes
- 2012
  - 2e de l'américaine
  - 2e du scratch
  - 3e de la course aux points espoirs
- 2013
  - 3e de la course aux points espoirs

### Championnats de Bretagne
- 2012
  -  Champion de Bretagne de poursuite
  -  Champion de Bretagne de l'américaine (avec Romain Le Roux)

## Palmarès sur route
- 2014
  - Grand Prix de Lorient